# Marginulinella
Marginulinella es un género de foraminífero bentónico considerado un sinónimo posterior de Marginulina de la subfamilia Marginulininae, de la familia Vaginulinidae, de la superfamilia Nodosarioidea, del suborden Lagenina y del orden Lagenida. Su especie tipo era Nautilus (Orthoceras) costatus. Su rango cronoestratigráfico abarcaba el Holoceno.

## Discusión
Algunas clasificaciones incluirían Marginulinella en la Familia Marginulinidae.

## Clasificación
Marginulinella incluía a la siguiente especie:
- Marginulinella costatus